# Verneuil-sous-Coucy
Verneuil-sous-Coucy település Franciaországban, Aisne megyében. Lakosainak száma 136 fő (2022. január 1.). Verneuil-sous-Coucy Barisis-aux-Bois, Coucy-le-Château-Auffrique, Coucy-la-Ville, Folembray és Fresnes-sous-Coucy községekkel határos.

## Népesség
A település népessége az elmúlt években az alábbi módon változott:
| Lakosok száma | 114  | 127  | 171  | 127  | 129  | 126  | 129  | 127  | 126  | 136  |
|               | 1968 | 1982 | 1990 | 2006 | 2013 | 2015 | 2017 | 2019 | 2020 | 2022 |